# Pau Catena
Pau Catena o Paule Catena (en llatí Paulus Catena) va ser un dels ministres de l'emperador Constanci II.
Era nadiu segons uns d'Hispània i segons altres de Dàcia. Va exercir l'ofici de notari. Després de l'enderrocament de Magnenci va ser enviat a Britànnia on va tractar als oficials de la província amb gran crueltat, i es va enriquir amb saquejos i exaccions. Va patir un atemptat per part del pro-prefecte de la província, Martí, al que havia acusat injustament i havia tancat a la presó, atemptat que no va tenir èxit.
Va adquirir el seu malnom Catena (que vol dir cadena, lligam, i per extensió "el que captura, el que fa captius") per la seva habilitat en teixir cadenes de calúmnies al voltant de les seves víctimes, entre falses acusacions.
L'any 361 a la mort de Constanci, Pau i altres ministres destacats per la seva crueltat van ser cremats vius per orde de Julià l'Apòstata.